# Roger Deakins
Sir Roger Alexander Deakins, CBE (Torquay, 24 de maio de 1949) é um diretor de fotografia britânico, sendo conhecido por trabalhar frequentemente em filme dirigidos pelos Irmãos Coen, Sam Mendes e Denis Villeneuve.
Reconhecido pela sua grande habilidade de criar e trabalhar signos, significantes e significados em suas imagens. Aos 68 anos trabalhou em mais de 70 projetos para cinema e televisão. As imagens de Deakins são repletas de metalinguagem que agregam complexidade e drama às narrativas de seus filmes.
Desde 1995, Deakins já foi indicado 15 vezes ao Oscar, vencendo duas vezes por Blade Runner 2049,de Denis Vlleneuve e 1917,de Sam Mendes.
Deakins é membro de duas associações de cinematografia, a americana (A.S.C.) e a britânica (B.S.C.)

## Início
Deakins nasceu em Torquay, no condado Inglês de Devon, filho de uma atriz e de um operário . Ele frequentou a Torquay Boys ' Grammar School, durante sua infância em Torquay, Deakins passou a maior parte de sua juventude negando a escola e buscando sua maior paixão: a pintura.
Ao completar seus estudos em sua cidade natal se matriculou na Escola de Arte e Design de Bath, onde estudou design gráfico. Nesse período em Bath que descobriu seu talento para a fotografia e foi logo contratado para fazer a direção de fotografia de um documentário em sua cidade natal, Torquay. Depois desse projeto Deakins se transferiu para a Escola de Cinema e Televisão de Buckinghamshire, até hoje Deakins ministra aulas master lá.

## Carreira
Depois de fazer a fotografia de diversos documentários, Roger Deakins começou a fotografar ficção e ganhou visibilidade em 1990 quando fez sua primeira direção de fotografia nos E.U.A., ele filmou Montanhas da Lua de Bob Rafelson. Em seguida, 1991, se começou a parceira com os Irmãos Coen com as filmagens de Barton Fink - Delirios de Hollywood.
Roger então fez alguns belos trabalhos em Hollywood como O Jardim Secreto e Na Roda da Fortuna, mas escreveu seu nome na história em 1994 com a direção de fotografia de Um Sonho de Liberdade dirigido por Frank Darabont. Um Sonho de Liberdade concorreu à diversos prêmios na categoria direção de fotografia (incluindo o Oscar e ao prêmio anual da A.S.C.)
Em 2011, com 61 anos, Deakins ganhou o prêmio American Society of Cinematographers Lifetime Achievement Award pelo conjunto de sua obra.Por muito tempo, não ganhou nenhum Oscar, mesmo possuindo mais indicação que ganhadores como Robert Richardson e sendo considerado por muitos o melhor diretor de fotografia vivo.Porém isso mudou em 2018 com sua vitória no Oscar pela ficção científica Blade Runner 2049 e em 2020 pelo drama de Primeira Guerra Mundial 1917.
Hoje em dia Roger Deakins também trabalha como consultor fotográfico em animações. Ele assina projetos como: WALL-E, Como treinar seu dragão e Rango.

## Prêmios e indicações

### Oscar
| Ano  | Categoria         | Filme                                                      | Resultado |
| ---- | ----------------- | ---------------------------------------------------------- | --------- |
| 1995 | Melhor Fotografia | The Shawshank Redemption                                   | Indicado  |
| 1997 | Melhor Fotografia | Fargo                                                      | Indicado  |
| 1998 | Melhor Fotografia | Kundun                                                     | Indicado  |
| 2001 | Melhor Fotografia | O Brother, Where Art Thou?                                 | Indicado  |
| 2002 | Melhor Fotografia | The Man Who Wasn't There                                   | Indicado  |
| 2008 | Melhor Fotografia | The Assassination of Jesse James by the Coward Robert Ford | Indicado  |
| 2008 | Melhor Fotografia | No Country for Old Men                                     | Indicado  |
| 2009 | Melhor Fotografia | The Reader                                                 | Indicado  |
| 2011 | Melhor Fotografia | True Grit                                                  | Indicado  |
| 2012 | Melhor Fotografia | Skyfall                                                    | Indicado  |
| 2013 | Melhor Fotografia | Prisoners                                                  | Indicado  |
| 2015 | Melhor Fotografia | Unbroken                                                   | Indicado  |
| 2016 | Melhor Fotografia | Sicario                                                    | Indicado  |
| 2018 | Melhor Fotografia | Blade Runner 2049                                          | Venceu    |
| 2020 | Melhor Fotografia | 1917                                                       | Venceu    |
| 2022 | Melhor Fotografia | Empire of Light                                            | Indicado  |

### Prémios Critics' Choice
| Ano  | Categoria         | Filme             | Resultado |
| ---- | ----------------- | ----------------- | --------- |
| 2018 | Melhor Fotografia | Blade Runner 2049 | Venceu    |
| 2020 | Melhor Fotografia | 1917              | Venceu    |
| 2023 | Melhor Fotografia | Empire of Light   | Indicado  |

### BAFTA
| Ano  | Categoria         | Filme                    | Resultado |
| ---- | ----------------- | ------------------------ | --------- |
| 2002 | Melhor Fotografia | The Man Who Wasn't There | Venceu    |
| 2008 | Melhor Fotografia | No Country for Old Men   | Venceu    |
| 2011 | Melhor Fotografia | True Grit                | Venceu    |
| 2018 | Melhor Fotografia | Blade Runner 2049        | Venceu    |
| 2020 | Melhor Fotografia | 1917                     | Venceu    |
| 2023 | Melhor Fotografia | Empire of Light          | Indicado  |